# 沈家楨 (太極拳)
沈家楨（1891年—1972年），字维周，江苏如皋人，中國太極拳武術家，先後學過杨氏太极拳和陈氏太极拳。曾任杭州市政协委员、杭州市武术协会副主席。

## 生平
15岁时到江西省萍乡安源煤矿局當為期三年的学徒。1911年參與武昌起义。1912年被分配到北平铁路总局工程处工作。後進入万国函授学校就讀土木工程专科和建筑专业；畢業後擔任平汉铁路局工务段段长。當時他為了锻炼體質，而拜杨氏太极拳傳人杨健侯為師，學習杨氏太极拳。
1922年，沈家楨前往東北，擔任东三省陆军整理处交通科科长，在這段時期，少師張學良隨沈家楨學習太極拳。1924年沈家楨被调往山海关，担任一、三联军司令部交通处长。1926年，沈家楨因被調到平绥铁路局工作，而返回北平，继续随杨澄甫學習太極拳（當時杨健侯已去世），並被聘請為北平国术馆名誉董事长。1928年，他又拜陈氏太极拳傳人陈发科為師，學習陈氏太极拳。
中華人民共和國建立後，他在浙江省建工厅和浙江省建筑公司擔任顾问工程师，1957年退休。擔任杭州市政協委員、杭州市武術協會副主席，並致力於推廣太極拳。1961年，他和顾留馨開始撰寫《陈式太极拳》，該書於1963年出版。
文革期間，受到迫害。於1972年去世。